# Sinthusa niasicola
Sinthusa niasicola är en fjärilsart som beskrevs av Hans Fruhstorfer 1912. Sinthusa niasicola ingår i släktet Sinthusa och familjen juvelvingar. Inga underarter finns listade i Catalogue of Life.